# Kurt Delkeskamp
Kurt Delkeskamp (* 17. Mai 1902 in Bersenbrück; † 6. Juni 1988 in Bad Abbach) war ein deutscher Bibliothekar und Entomologe.

## Leben
Delkeskamp war der Sohn des Berliner Landgerichtsdirektors Carl Delkeskamp und seiner Ehefrau Antonie, geb. Baring. Er legte sein Abitur am Joachim-Friedrich-Gymnasium 1921 ab und begann nach erster praktischer Ausbildung in der Landwirtschaft 1921–1924 in der Neumark dann sein Studium der Agrarwissenschaften 1924 an der Universität Göttingen, wo er Mitglied des Corps Hannovera wurde. Er schloss das Studium in Berlin 1927 als Diplomlandwirt ab und promovierte dort 1930 mit einer Dissertation über den zuerst 1764 von Otto Friedrich Müller beschriebenen Hainlaufkäfer zum Dr. agr. Ebenfalls 1930 wurde er zunächst wissenschaftlicher Mitarbeiter, dann 1942 Kustos in der Käfer-Abteilung des Zoologischen Museums der Humboldt-Universität, wo er von 1955 bis 1961 Bibliothekar der Museumsbibliothek war. Der Mauerbau 1961 führte für den in West-Berlin lebenden Delkeskamp zur Pensionierung an dem im Ostteil der Stadt gelegenen Museum. Delkeskamp bearbeitete die Artenliste der Weichkäfer in Wilhelm Junks „Bibliographia Coleopterologica“ (1912–1935) und führte diese 1977 fort. Er veröffentlichte international zahlreiche Schriften zu seinem Fachgebiet. Seinen Ruhestand verbrachte er in Kassel. Er war verheiratet und hatte zwei Töchter. Delkeskamp wurde im Familiengrab auf dem Stadtfriedhof Engesohde in Hannover beigesetzt.
Delkeskamp war von 1930 bis 1939 Schatzmeister und 1945 bis 1961 Bibliothekar der Deutschen Entomologischen Gesellschaft. Seine Veröffentlichungen als Studentenhistoriker und Archivar des Corps Hannovera Göttingen befinden sich im Institut für Hochschulkunde in Würzburg.
Die Canthariden-Gattung Delkeskampia und zahlreiche Arten wurden nach ihm benannt.

## Schriften
- Biologische Studien über Carabus nemoralis Müll. In: Zeitschrift für Morphologie und Ökologie der Tiere, Band 19, Springer, Berlin 1930 (Dissertation)
- gemeinsam mit Wilhelm Junk und Sigmund Schenkling: Coleopterorum catalogus. Cantharidae, Junk, Berlin 1939
- Die Erotyliden-Ausbeute des Herrn Dr. A. de Barros Machado aus Angola, Revision von 2 Untergattungen und Verzeichnis der Erotyliden-Arten von Angola: Museu do Dundo. Lisboa [Lissabon]: Companhia de diamantes de Angola (Diamang), 1952
- Die Dacninae der jüngsten Sammel-Ausbeuten aus Belgisch Congo (Col. Erotylidae): 15. Beitrag zur Kenntnis der Erotyliden Tervuren: Musée Royal de l’Afrique Centrale, 1954
- Revision der afrikanischen Gattung Palaeolybas Crotch (Coleoptera Erotylidae): 17. Beitrag zur Kenntnis der Erotyliden. Tervuren: Musée royal de l’Afrique centrale, 1956
- Neue Erotyliden aus dem Britischen Museum. 21. Beitrag zur Kenntnis der Erotyliden, Col., etc, London 1957
- Beiträge zur Kenntnis der Insektenfauna Boliviens. Coleoptera 2. Erotylidae. 22. Beitrag zur Kenntnis der Erotylidae (Col), München 1957
- Erotyliden-Ausbeute aus Angola. 2. und 3. Beitrag zur Kenntnis der Erotyliden: subsídios para o estudo da biologia na Lunda. Companhia dos Diamantes de Angola, Lisboa 1957
- Erotylidae subfam, 1963
- Ostracodes, 1964
- gemeinsam mit Walter Douglas Hincks: Coleopterorum Catalogus Supplementa. Cantharidae., Junk, s-Gravenhage 1977, ISBN 9061934338
- gemeinsam mit Walter Douglas Hincks: Coleopterorum Catalogus Supplementa. Erotylidae von Afrika und Madagascar/, Junk, 's-Gravenhage 1981, ISBN 9061934354